# یلوه جنگلی فوربز
یلوه جنگلی فوربز (نام علمی: Rallicula forbesi) نام یک گونه از تیره یلوه است.